# Flaca
 (mars 2021).
Pour les articles homonymes, voir Flaçà et La Flaca (homonymie).
Flaca, nom d'artiste de Mercedes Alejandra Goudet Astudillo (née le 6 août 1974 à Caracas) est une artiste contemporaine germano-vénézuélienne. Elle vit et travaille à Cologne. Elle est connue pour ses productions graphiques expressives et ses collages numériques, dans lesquels elle milite pour l'émancipation des femmes, le libéralisme social, la tolérance et la libre disposition de son propre corps.

## Biographie
Mercedes Astudillo grandit avec ses grands-parents socialement engagés, qui sont exposés à une forte pression sociale en raison de leur travail politique. Son grand-père, Pedro Alejandro De Armas, est directeur de la faculté de médecine et vice-ministre de la santé sous le président Hugo Chavez.
À 10 ans, sa famille émigre en Allemagne. Elle commence un stage d'architecture après l'abitur. Le travail dans le bureau d'architecture et l'emploi ultérieur ainsi que l'amour pour les dessins de mode l'amènent à la peinture. Au début, elle expérimente la peinture à l'huile sur toile, puis se tourne de plus en plus vers un pop art numérique mélangé à des éléments de réalisme.
La mobilité de Flaca est limitée par une maladie musculaire héréditaire, c'est pourquoi, comme Frida Kahlo, elle fait d'abord des autoportraits. Elle continue à développer ses compétences artistiques sur une base autodidacte. Pour Flaca, la limitation physique n'est pas une limitation de son art, mais plutôt une motivation. Elle travaille toujours des motifs de la nature dans ses images colorées et frappantes.
Flaca est mariée.

## Œuvre
La lutte pour l’égalité entre les hommes et les femmes et l’hypocrisie de la religiosité, notamment le catholicisme, façonnent l’enfance de Flaca au Venezuela et s’expriment désormais dans son art. Ses racines latino-américaines et ses impressions de voyages façonnent ses peintures. Lors de ses dix première années de travail artistique, elle est présente dans environ 70 expositions et s'affranchit du statut d'artiste underground de Cologne. Des figures féminines artistiques comme Frida Kahlo et la rébellion de l'art urbain inspirent Flaca dans son travail.
Dans son art, « la femme forte » est mise en scène comme la protagoniste principale de sa douloureuse lutte pour une expression de soi ouverte. Flaca utilise également des motifs fétiches dans lesquels les femmes peuvent vivre leur sexualité ouvertement et indépendamment. Elle utilise des collages photo grand format de portraits détaillés mélangés à des éléments de réalisme pour donner une expression à ses messages.